# Karl Tilleman
Pour les articles homonymes, voir Tilleman.
Karl Tilleman, né le 1er novembre 1960, à Ogden, dans l'Utah, est un ancien joueur canadien de basket-ball.

## Palmarès
- 3e du championnat des Amériques 1984, 1988